# Benson (televisieserie)
Benson is een Amerikaanse comedyserie. Hiervan werden 158 afleveringen gemaakt die oorspronkelijk van 13 september 1979 tot en met 19 april 1986 werden uitgezonden op ABC. Benson is een spin-off van de comedyserie Soap, waarin hoofdrolspeler Robert Guillaume ook te zien is als Benson DuBois, maar dan als bijpersonage.
Benson werd vier keer genomineerd voor een Golden Globe: Guillaume in zowel 1983, 1984 als 1985 voor die voor beste hoofdrolspeler in een comedyserie en Inga Swenson in 1986 voor die voor beste bijrolspeelster. Daarnaast werd de serie in totaal zeventien keer genomineerd voor een Primetime Emmy Award, waarbij die voor beste hoofdrolspeler in een comedyserie (Guillaume) en die voor beste camerawerk in 1985 allebei daadwerkelijk werden toegekend.

## Uitgangspunt
Gouverneur Eugene Gatling is weduwnaar en woont samen met zijn dochter Katie in een groot landhuis. Hij huurt Benson DuBois in als hoofd van het huishouden. Als zodanig krijgt Benson te maken met onder meer Gatlings politiek assistenten John Taylor en Clayton Endicott, secretaresses Marcy Hill en Denise Stevens, persvoorlichter Pete Downey en de Duitse kokkin Gretchen Kraus, met wie hij regelmatig in de clinch ligt.

## Rolverdeling
- Robert Guillaume - Benson DuBois
- James Noble - Eugene Xavier Gatling
- Inga Swenson - Gretchen Wilomena Kraus
- Missy Gold - Katherine 'Katie' Olivia Gatling
- Rene Auberjonois - Clayton Runnymede Endicott III
- Ethan Phillips - Peter 'Pete' John Downey
- Didi Conn - Denise Florence Stevens Downey
- Caroline McWilliams - Marcy Hill
- Billie Bird - Rose Cassidy
- Lewis J. Stadlen - John Taylor
- Bob Fraser - Leonard Tyler